# Arnošt Zábrš
Arnošt Zábrš (19. dubna 1912 Brno – 9. května 1998 Broomfield) byl československý pilot 311. československé bombardovací perutě RAF během druhé světové války.

## Život

### Před druhou světovou válkou
Arnošt Zábrš se narodil 19. dubna 1912 v Brně v rodině Arnošta a Kateřiny Zábršových. Vyučil se zámečníkem a v roce 1932 se přihlásil do Školy armádního leteckého dorostu v Prostějově. Po jejím absolvování sloužil u Leteckého pluku 1 v Praze.

### Druhá světová válka

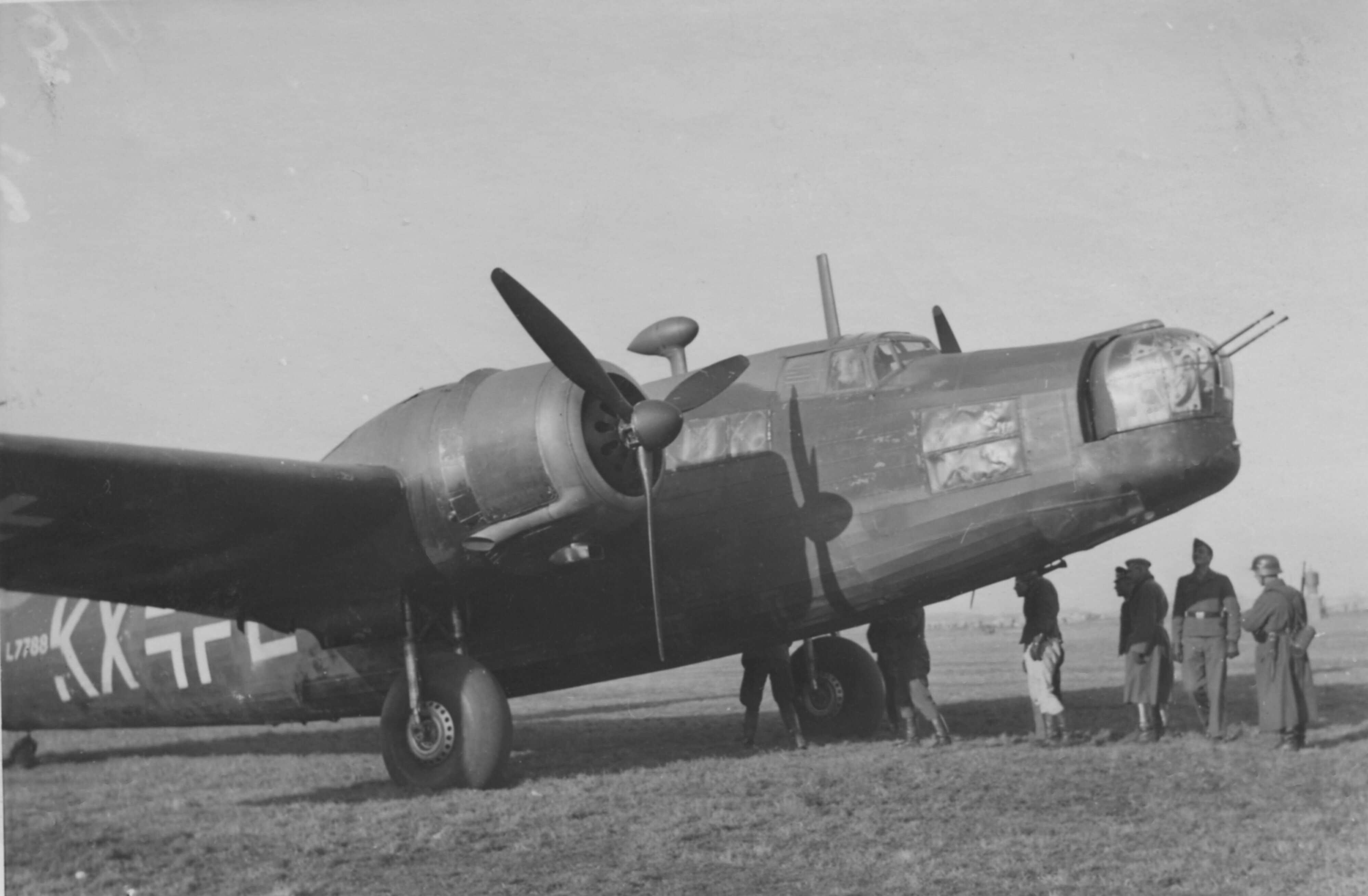
Zábršův stroj Vicker Welington L7788 KX-E sloužil po opravě německému letectvu

Po německé okupaci v březnu 1939 a zrušení Československé armády odešel Arnošt Zábrš přes Polsko do Francie, kde absolvoval další letecký výcvik v Pau a Châteauroux. Po pádu Francie v roce 1940 se přesunul do Velké Británie, kde vstoupil do Royal Air Force konkrétně k 311. československé bombardovací peruti RAF. Byl členem jedné z prvních šesti osádek, u kterých byl v srpnu 1940 započat ostrý výcvik. První bojový let absolvoval 21. září 1940. Jeho druhý let o dva dny později směřoval nad Berlín. Letěl jako druhý pilot stroje Vickers Wellington B Mk.Ic L7788 (KX-E), kterému velel Karel Trojáček. V posádce byli dále přední střelec Václav Kilián, zadní střelec František Knotek, radiotelegrafista Karel Kunka a navigátor Václav Procházka. Letoun utrpěl zásah od protiletadlové obrany a k ránu 24. září byl nucen nouzově přistát u holandského Leidenschedenu. Celá osádka padla do zajetí kromě četaře Karla Kunky, který si sám způsobil smrtelná zranění signální pistolí. Arnošt Zábrš byl vězněn v táboře Dulag luft u Oberurselu, berlínské věznici Alt-Moabit, kde byl obviněn z velezrady, táborech Stalag VIIIB u Lamsdorfu, Stalag Luft III u Saganu a Stalag Luft I u Barthu. Začátkem roku 1944 onemocněl tuberkulózou. Léčen byl v Elsterhorstu a Hohenstein-Ernstthalu. Zde byl 14. dubna 1945 osvobozen americkou armádou.

### Po druhé světové válce
Po návratu do Československa sloužil Arnošt Zábrš u armádního letectva v Olomouci a na letecké akademii v Hradci Králové. Od listopadu 1947 působil u letecké spojovací školy v Chrudimi. Po Únoru 1948 se rozhodl rodnou zemi opět opustit. Dne 25. června 1948 uletěl z Chrudimi do Francie společně se svou ženou Tatianou Annou, piloty Josefem Muroněm a Slavomilem Janáčkem, jejich manželkami a Janáčkovým synem. Zábršovi odtud pokračovali do Velké Británie. Arnošt Zábrš zemřel 9. května 1998 v Broomfieldu.